# Wilhelm Christian Friedrich Fraatz
Wilhelm Christian Friedrich Fraatz (* 12. Juni 1803 in Gehrden; † 28. Februar 1878 in Clausthal) war ein deutscher lutherischer Theologe und Generalsuperintendent der Generaldiözese Grubenhagen und auf dem Harz.

## Leben
Wilhelm Fraatz war der Sohn eines Pastors in Gehrden, studierte Theologie und wurde zunächst Hilfspastor an St. Jacobi in Göttingen, 1833 zweiter Pastor an St. Johannis in Göttingen und 1839 Pastor in Wennigsen (Deister). 1837/38 veröffentlichte er aus dem Nachlass in zwei Bänden die Predigten des früheren Göttinger Superintendenten Christian Friedrich Ruperti.
1851 wurde Fraatz zum Superintendenten der Inspektion Dannenberg ernannt. Von 1855 bis 1878 war er erster Pastor in Clausthal und letzter Generalsuperintendent von Grubenhagen. Er hielt unter anderem eine Festpredigt zur Einweihung des Ernst-August-Stollens. Nach seinem Tod wurde die Generaldiözese Grubenhagen aufgelöst und 1880 an die Generaldiözese Göttingen angegliedert.
Seine Tochter Emmy war bis 1893 mit Robert Koch verheiratet, für den sie auch als medizinisch-technische Assistentin in Wollstein tätig war.